# ブダペスト地下鉄81-717.2K/714.2K形電車
81–717.2K/714.2K形は、ハンガリーの首都・ブダペストを走るブダペスト地下鉄で使用されている電車。開業時に導入されたEv形や1979年から導入された81-717.2/714.2形を基にメトロワゴンマッシュで改造が施された車体更新車である。

## 概要
2014年11月、ブダペスト地下鉄を運営するブダペスト交通公社（BKV）は老朽化が進んだ旧型車両を30年延命させるための更新工事の実施計画を発表し、アルストムやCAFなど世界の各企業が参加した公開入札の結果、これらの旧型車両を製造した経緯を持つロシア連邦のメトロワゴンマッシュが交渉権を獲得し、翌2015年7月8日に契約を結んだ。そして車体や主要機器などの大規模な更新が行われた後、2016年に最初の車両が完成したのが81–717.2K/714.2K形である。
編成は片側に運転台を持つ電動制御車の81–717.2K形と中間に連結される電動車の81-714.2K形によって構成され、通常は6両編成で運行している。車体は改造元の軽量構造の鋼製となっており、前面は新規に製造された左側に非常扉が設置された右側運転台式に変更され、人間工学に基づき運転手の作業環境の改善が図られている。座席配置は全車ロングシートで、ベビーカーや車椅子などを置く事が出来るフリースペースには2人分の折り畳み式座席が設置されている。また照明が改造元の蛍光灯からLED照明へと変更されメンテナンスが不要となっている。更に電動機や制動装置も刷新され、消費電力が改造元の車両から削減されている。
最初の編成は2017年3月から試運転を行い、同年中に3号線で営業運転を開始した。以降は当初の計画通り旧型車両222両の更新が進み、2018年4月2日をもって未更新の車両は運用から離脱した。更新工事が完了したのは同年6月である。

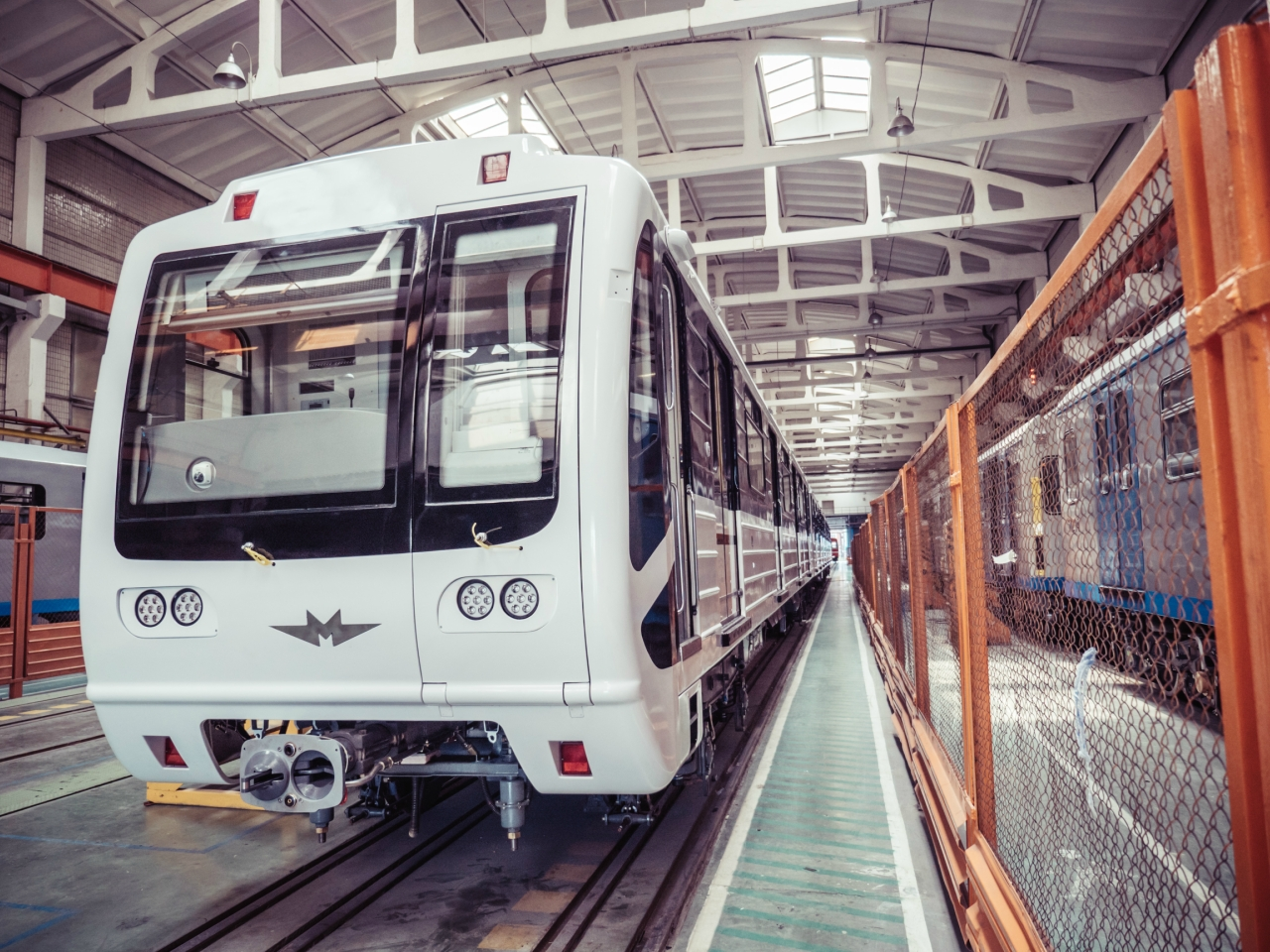
前面
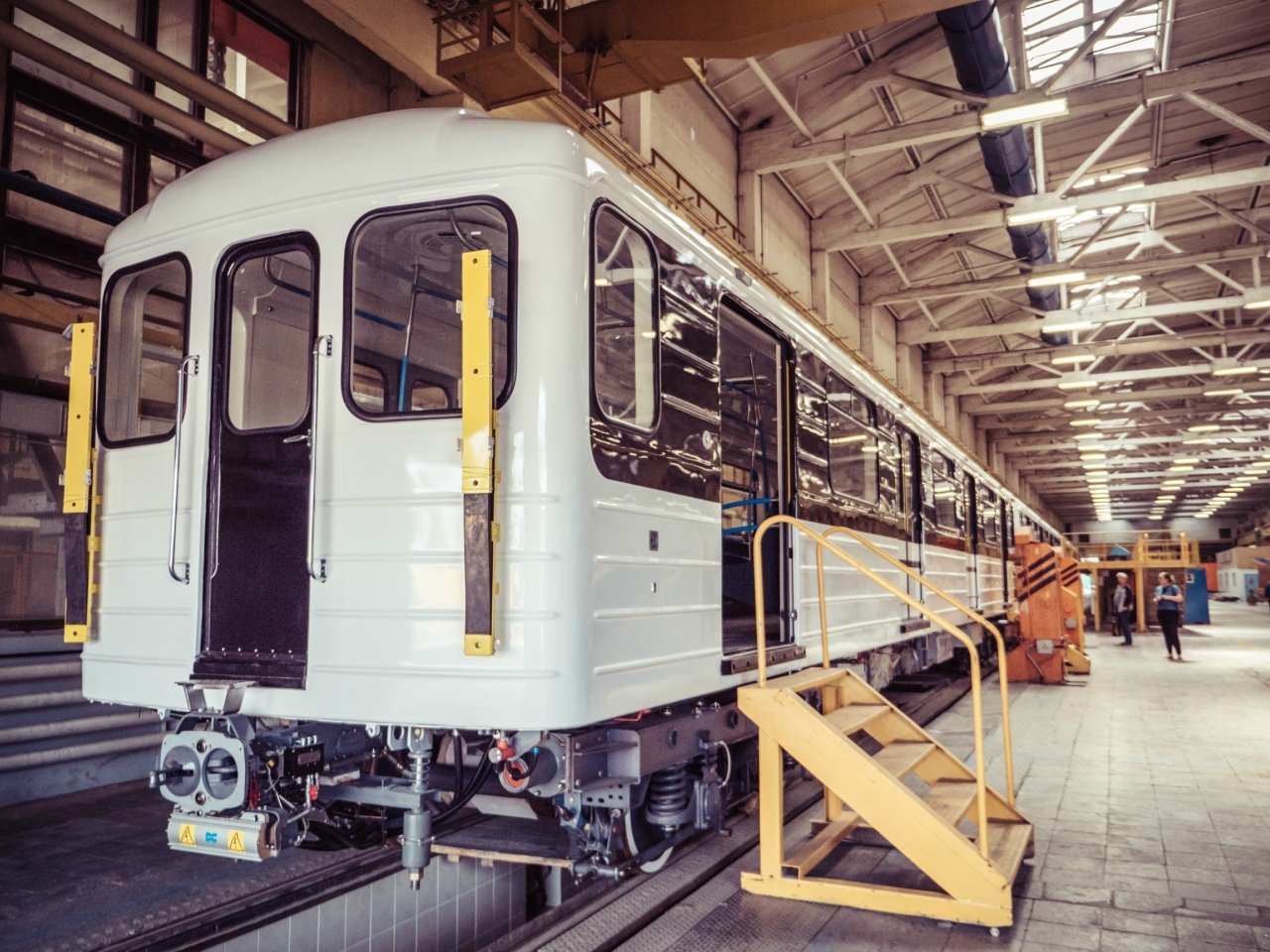
連結面
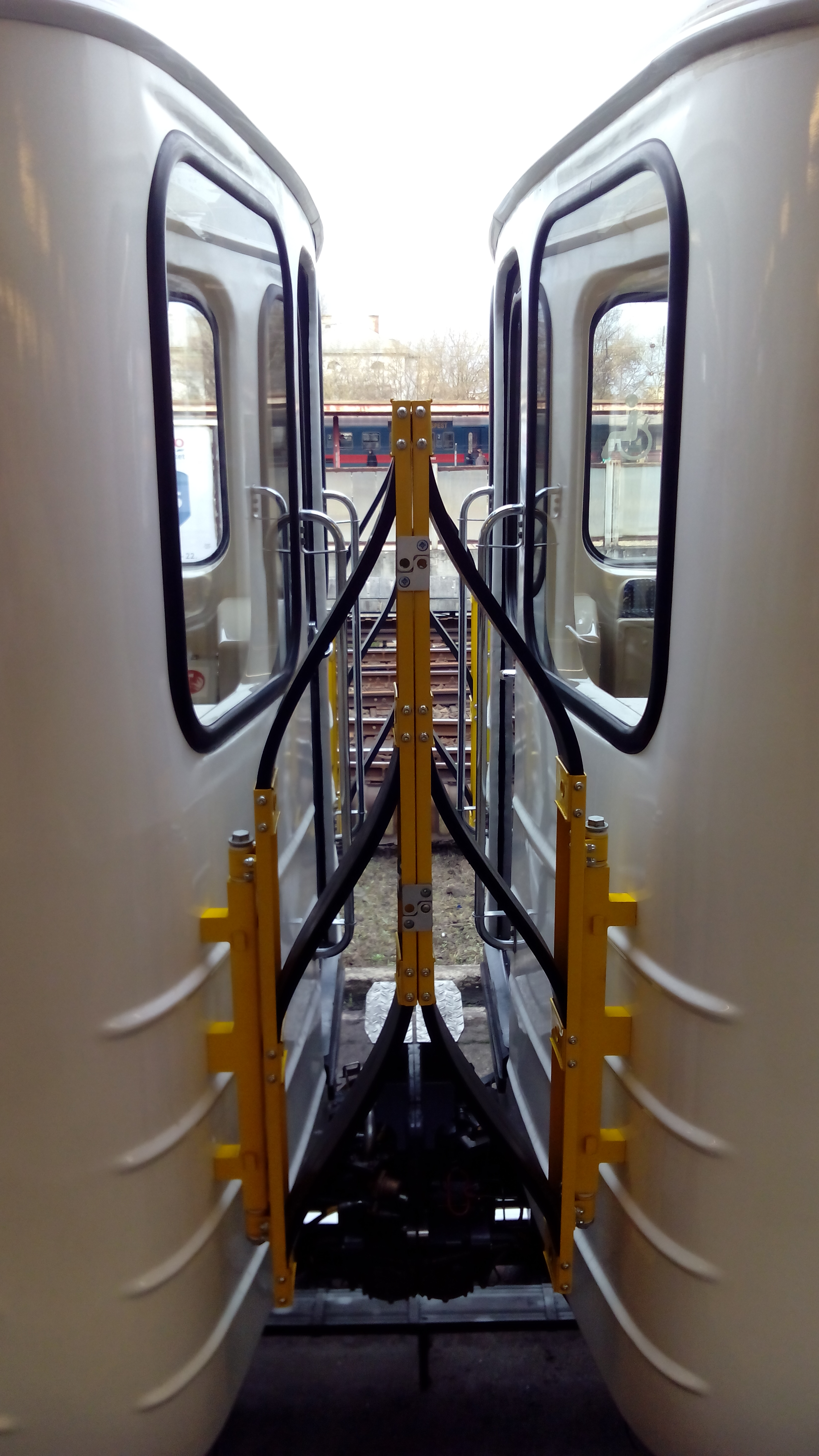
連結時には貫通扉部分に転落防止柵が展開する
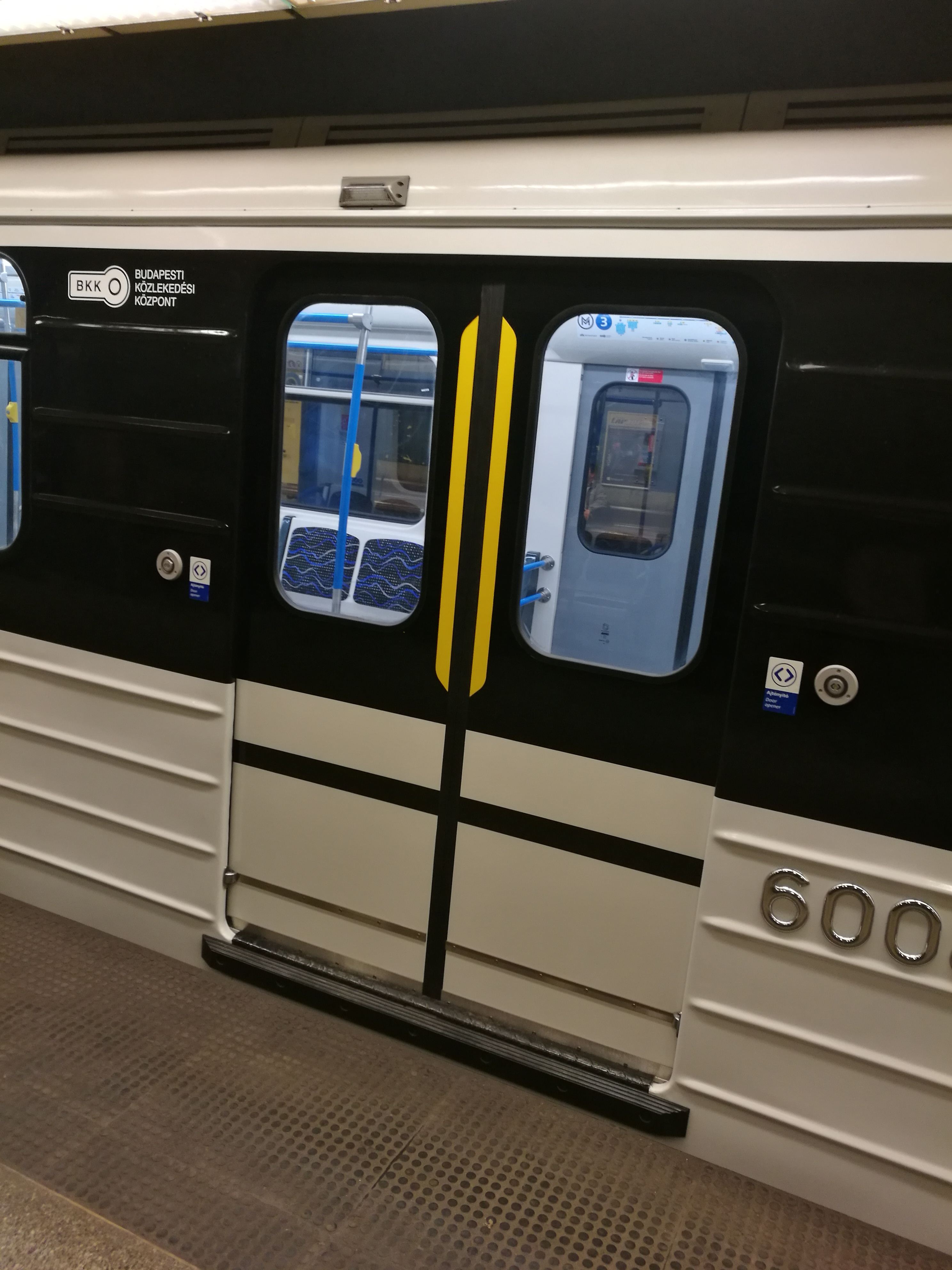
乗降扉
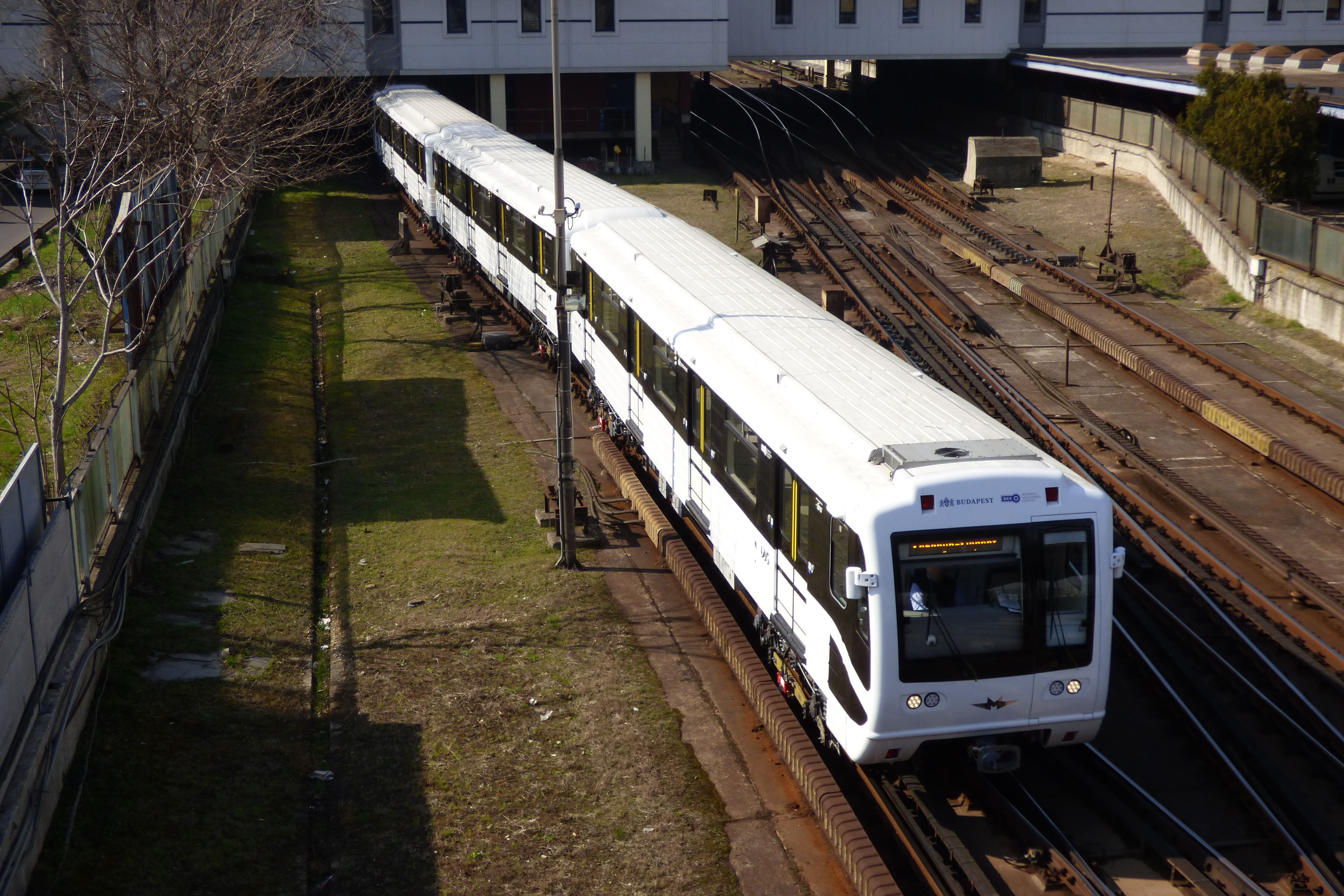
屋根の様子
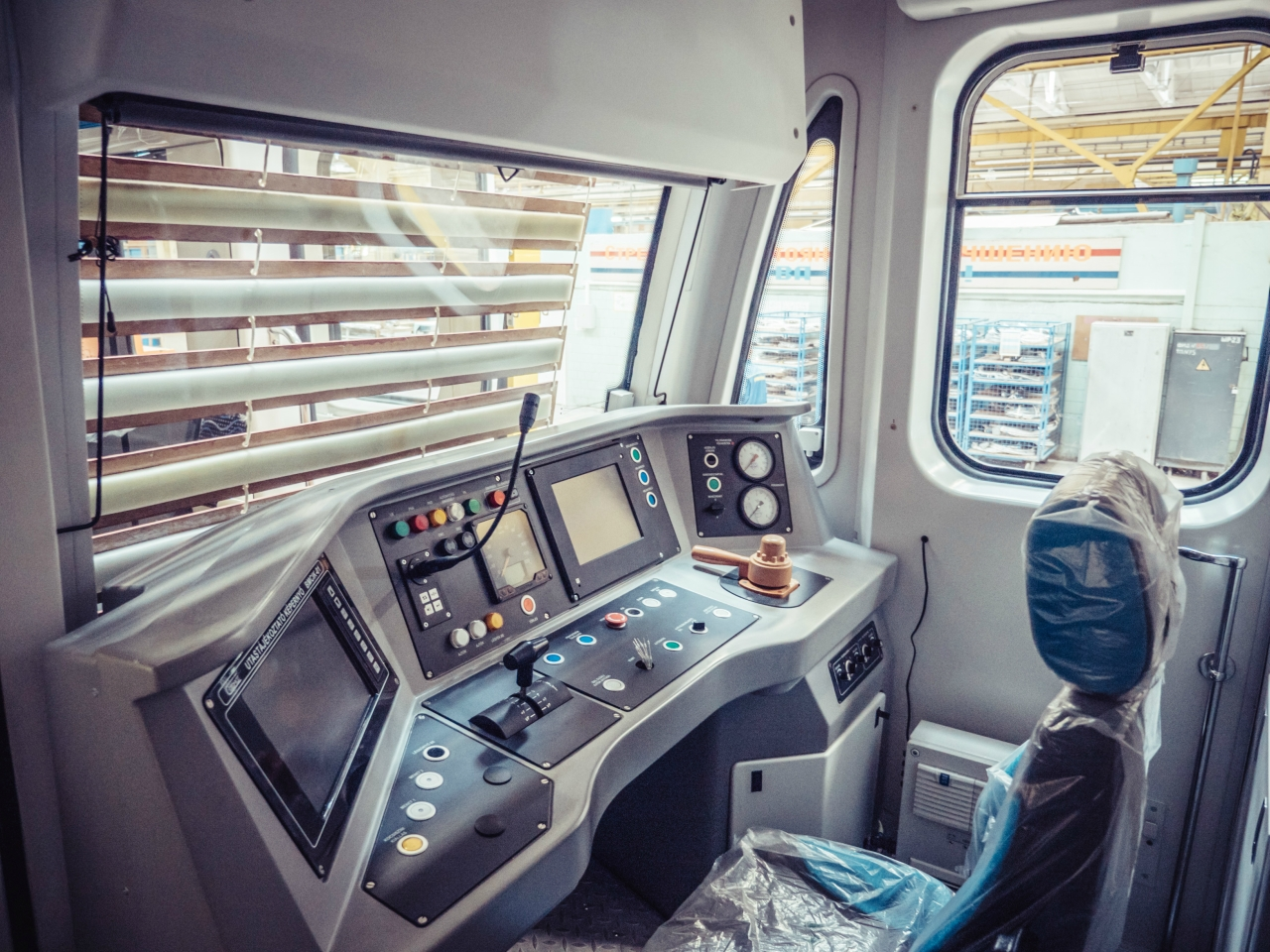
運転台
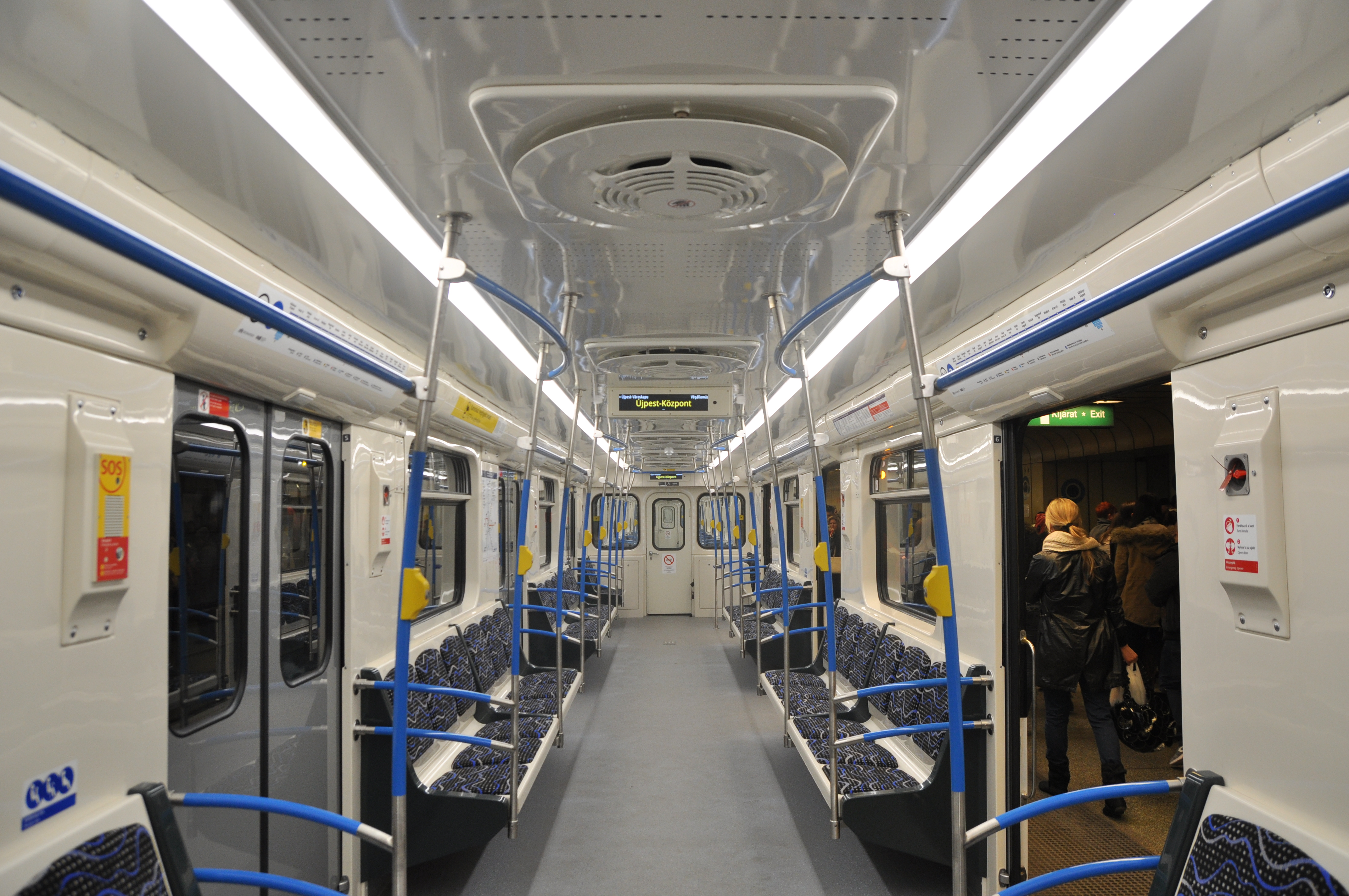
車内